# Сігфрід Грасія
Сігфрід Грасія (ісп. Sígfrid Gràcia, 27 березня 1932, Ґаба — 23 травня 2005, Ґаба) — іспанський каталонський футболіст, що грав на позиції захисника.
Більшу частину кар'єри провів виступаючи за «Барселону», здобувши з командою 11 трофеїв, а також національну збірну Іспанії, у складі якої був учасником чемпіонату світу 1962 року.

## Клубна кар'єра
Народився 27 березня 1932 року в місті Ґаба і займався футболом у однойменній команді з рідного міста. 1949 року Грасія потрапив до «Барселони», яка відправила гравця в оренду до клубу «Еспанья Індустріаль», що грав на регіональному рівні. Повернувшись до «Барселони», він дебютував у Ла Лізі 14 вересня 1952 року в домашній грі проти «Депортіво» з Ла-Коруньї (4:3). кольори якої і захищав протягом усієї своєї кар'єри гравця, що тривала цілих чотирнадцять років. За цей час тричі виборював титул чемпіона Іспанії. Втім так і не ставши основним гравцем, Грасія продовжував відправлятись до «Еспаньї Індустріаль», що тепер грала у Сегунді, де провів за клуб 13 матчів у 1953—1954 роках.
З 1955 року Грасія став основним гравцем «Барселони» по 1962 рік ніколи не грав менше 25 ігор у чемпіонаті за сезон, вигравши з командою три чемпіонства, чотири Кубка Іспанії та три Кубка ярмарків. Незважаючи на ці блискучі досягнення, Грасія не виграв Кубок європейських чемпіонів, програвши фінал 1961 року у Берні португальській «Бенфіці» (2:3). Через рік «Барселона» дійшла до фіналу Кубка ярмарків, цього разу програвши «Валенсії» у вирішальному поєдинку (2:6 та 1:1), при цьому у другому матчі на «Камп Ноу» Грасія був капітаном каталонців.
Загалом він зіграв у 526 матчах за «Барселону» в усіх турнірах і забив 21 м'яч, завершивши кар'єру в 1966 році у віці 34 років. 12 жовтня того ж року на «Камп Ноу» разом з товаришем по команді Марті Верхесом провів прощальний матч, де їх команда зіграла внічию з «Бенфікою» 1:1.

## Виступи за збірні
1956 року зіграв один матч у складі другої збірної Іспанії.
28 червня 1959 року дебютував в офіційних матчах у складі національної збірної Іспанії в грі відбору на дебютний чемпіонат Європи 1960 року проти Польщі (4:2). Втім у наступному раунді іспанці з політичних мотивів відмовились грати проти СРСР і були зняті з турніру.
Натомість за два роки Грасія у складі збірної був учасником чемпіонату світу 1962 року у Чилі, де провів 2 матчі, але його збірна посіла останнє місце у групі. Після «мундіалю» Сігфрід за збірну більше не грав і загалом протягом кар'єри у національній команді, яка тривала 4 роки, провів у її формі 10 матчів.
Також у 1951—1960 роках виступав за збірну Каталонії, в якій провів 4 матчі та забив 2 голи.
Помер 23 травня 2005 року на 74-му році життя у місті Ґаба.

## Статистика виступів
| Виступи               | Виступи           | Виступи           | Ліга | Ліга | Кубок Іспанії | Кубок Іспанії | Єврокубки | Єврокубки | Інше | Інше | Всього | Всього |
| Клуб                  | Ліга              | Сезон             | Ігри | Голи | Ігри          | Голи          | Ігри      | Голи      | Ігри | Голи | Ігри   | Голи   |
| --------------------- | ----------------- | ----------------- | ---- | ---- | ------------- | ------------- | --------- | --------- | ---- | ---- | ------ | ------ |
| «Барселона»           | Ла Ліга           | 1952/53           | 5    | 1    | 1             | 0             | —         | —         | —    | —    | 6      | 1      |
| «Барселона»           | Ла Ліга           | 1953/54           | 6    | 0    | 0             | 0             | —         | —         | —    | —    | 6      | 0      |
| «Барселона»           | Ла Ліга           | 1954/55           | 4    | 0    | 1             | 0             | —         | —         | —    | —    | 5      | 0      |
| «Барселона»           | Ла Ліга           | 1955/56           | 26   | 0    | 4             | 0             | 2         | 0         | —    | —    | 32     | 0      |
| «Барселона»           | Ла Ліга           | 1956/57           | 27   | 1    | 2             | 0             | —         | —         | —    | —    | 29     | 1      |
| «Барселона»           | Ла Ліга           | 1957/58           | 25   | 0    | 3             | 0             | 3         | 0         | —    | —    | 31     | 0      |
| «Барселона»           | Ла Ліга           | 1958/59           | 27   | 0    | 9             | 0             | 2         | 0         | —    | —    | 38     | 0      |
| «Барселона»           | Ла Ліга           | 1959/60           | 28   | 0    | 4             | 0             | 14        | 0         | —    | —    | 46     | 0      |
| «Барселона»           | Ла Ліга           | 1960/61           | 25   | 0    | 4             | 0             | 11        | 0         | —    | —    | 40     | 0      |
| «Барселона»           | Ла Ліга           | 1961/62           | 30   | 1    | 2             | 0             | 8         | 0         | —    | —    | 40     | 1      |
| «Барселона»           | Ла Ліга           | 1962/63           | 18   | 1    | 9             | 0             | 3         | 0         | —    | —    | 30     | 1      |
| «Барселона»           | Ла Ліга           | 1963/64           | 5    | 1    | 1             | 0             | 3         | 0         | —    | —    | 9      | 1      |
| «Барселона»           | Ла Ліга           | 1964/65           | 2    | 0    | 0             | 0             | 1         | 0         | —    | —    | 3      | 0      |
| «Барселона»           | Ла Ліга           | 1965/66           | 1    | 0    | 0             | 0             | 0         | 0         | —    | —    | 1      | 0      |
| «Барселона»           | Всього            | Всього            | 229  | 5    | 40            | 0             | 47        | 0         | 0    | 0    | 316    | 5      |
| «Еспанья Індустріаль» | Сегунда Дивізіон  | 1953/54           | 10   | 0    | 0             | 0             | —         | —         | —    | —    | 10     | 0      |
| «Еспанья Індустріаль» | Сегунда Дивізіон  | 1954/55           | 3    | 0    | 0             | 0             | —         | —         | —    | —    | 3      | 0      |
| «Еспанья Індустріаль» | Всього            | Всього            | 13   | 0    | 0             | 0             | 0         | 0         | 0    | 0    | 13     | 0      |
| Всього за кар'єру     | Всього за кар'єру | Всього за кар'єру | 242  | 5    | 40            | 0             | 47        | 0         | 0    | 0    | 329    | 5      |

## Титули і досягнення
- Чемпіон Іспанії (3):

«Барселона»: 1952–53, 1958–59, 1959–60
- Володар Кубка Іспанії (4):

«Барселона»: 1952–53, 1957, 1958–59, 1962–63
- Володар Кубка Еви Дуарте (1):

«Барселона»: 1953
- Володар Кубка ярмарків (3):

«Барселона»: 1955–58, 1958–60, 1965–66